# Bundelkhandia cavernicola
Genre
Espèce
Bundelkhandia cavernicola, unique représentant du genre Bundelkhandia, est une espèce d'opilions laniatores de la famille des Assamiidae.

## Distribution
Cette espèce est endémique d'Uttarakhand en Inde. Elle se rencontre à Chakrata dans la grotte Moila Swallet.

## Description
Le mâle syntype mesure 4,5 mm et la femelle syntype 4,5 mm.

## Publication originale
- Turk, 1945 : « New opilionids (Laniatores) from Indian Caves. » Annals and Magazine of Natural History, sér. 11, vol. 12, p. 202–207.